# The Shout
The Shout var en dansk rockgruppe bestående af Johannes Andersen (forsanger), Søren Mikkelsen (trommer), Christer Båge (Guitar), Morten Buchholtz (Keys) og Dominic Gale (bas). Efter deres første album i 1992, overtog Joakim Øster pladsen som bassist. 
The Shout havde især succes med deres første album, My Child, som fik gode anmeldelser og meget blev spillet meget i radioen.  I deres anmeldelse af albummet skrev det internationale magasin Music & Media: “The title track means “U2 meets The Stone Roses”, or Dublin meets Manchester. Could this be European musical unity in the land that voted against the Maastrict Treaty?”.
The Shout turnerede en hel del og optrådte bl.a. på Midtfyns Festivalen. Bandets andet album So High, som udkom i 1995, var også anmelderrost,[kilde mangler] og nummeret ”Part of You” var ”ugens uundgåelige” på DR P3. The Shout spillede dog kun relativt få koncerter efter udgivelsen og har ikke optrådt siden.

## Diskografi
- My Child (1992)
- So High (1995)